# بلکار
بلکار (به اسپانیایی: Bellcaire de Urgel) یک منطقهٔ مسکونی در اسپانیا است که در نوگورا واقع شده‌است. بلکار ۳۱٫۴ کیلومتر مربع مساحت دارد ۲۶۷ متر بالاتر از سطح دریا واقع شده‌است.